# Sándor Rónai (politik, 1988)
Sándor Rónai (maďarsky Rónai Sándor; * 22. listopadu 1988, Budapest) je maďarský levicový politik a od června 2019 do července 2024 poslanec Evropského parlamentu zvolený za stranu Demokratická koalice (DK) a zasedající ve frakci Pokrokové spojenectví socialistů a demokratů (S & D).

## Biografie
Narodil se roku 1988 v Budapešti v tehdejší Maďarské lidové republice. Studoval na Univerzitě Loránda Eötvöse (ELTE).
Ve volbách do Evropského parlamentu v roce 2019 kandidoval na 3. místě kandidátní listiny strany Demokratická koalice a ze které byl  zvolen europoslancem s mandátem do roku 2024.
Ve volbách do Evropského parlamentu v roce 2024 kandidoval na 4. místě společné kandidátní listiny levicově–zelené koalice stran DK−MSZP−Párbeszéd, ale již nebyl zvolen. 